# Peggy Ann Garner
Peggy Ann Garner, född 3 februari 1932 i Canton i Ohio, död 16 oktober 1984 i Woodland Hills i Los Angeles, var en amerikansk skådespelare. Hon blev mest känd som barnskådespelare.

## Biografi
Redan innan hon hade fyllt sex, framträdde hon vid sommarteatrar och som modell, driven av en mycket ambitiös mor. Som sjuåring kom hon till Hollywood och gjorde filmdebut 1938 i Little Miss Thoroughbred. Hon visade upp en mogen fallenhet för skådespeleri, och medverkade sedan i en rad filmer. 1945 belönades hon med en Special-Oscar som "'årets bästa barnstjärna" för sin känslosamma roll i Det växte ett träd i Brooklyn.
Med åren minskade hennes popularitet och rollerna blev sämre. Hon gjorde Broadwaydebut 1950 och medverkade sedan i pjäser i New York och i olika TV-serier. Från slutet av 1960-talet försörjde hon sig som försäljningschef vid en bilfirma i Kalifornien.

## Produktioner (urval)

### Filmografi
- 1939 – Hjärter är trumf

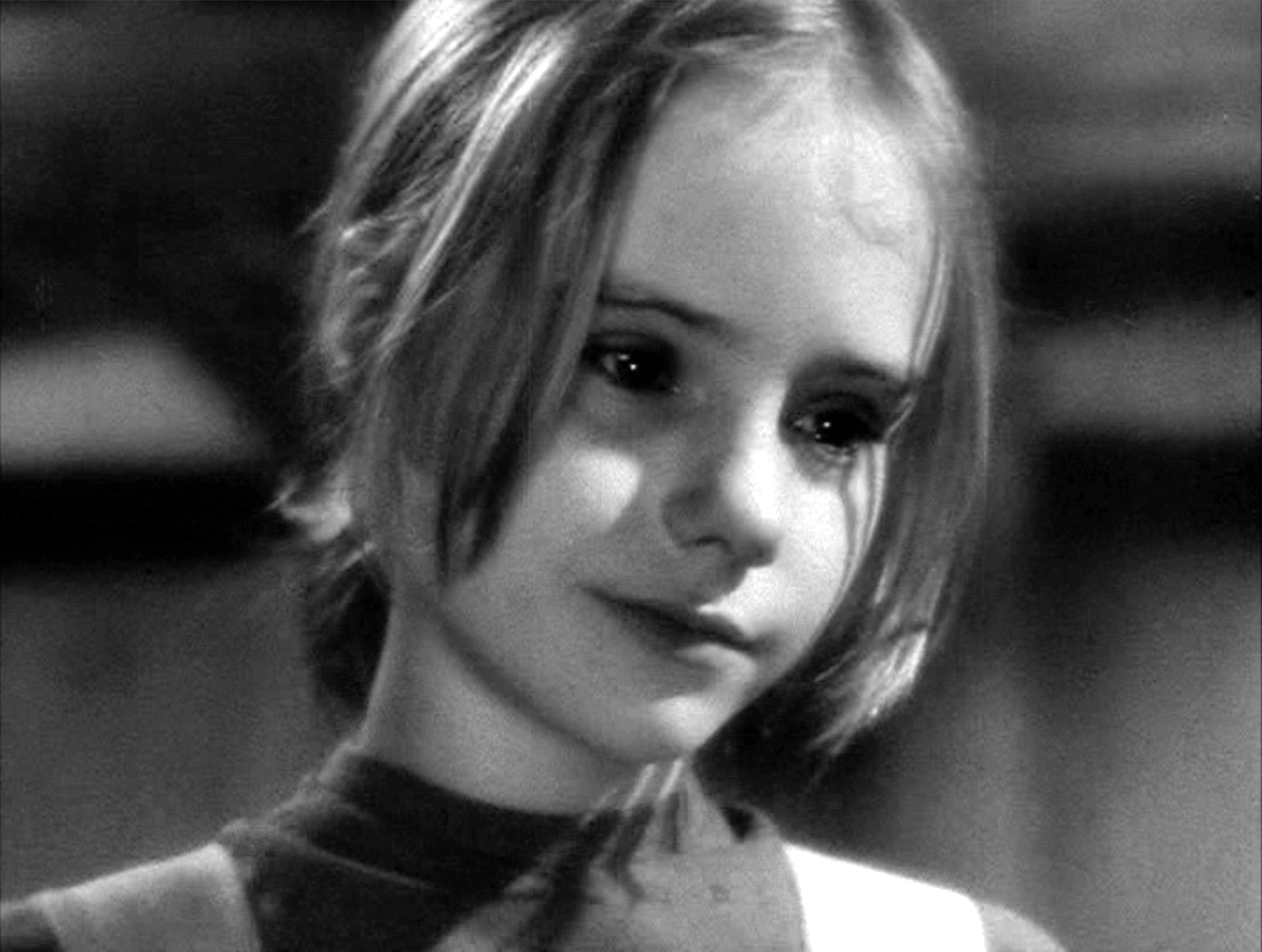
Peggy Ann Garner i Jane Eyre (1943), nio år gammal.

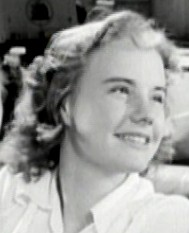
En 15-årig Peggy Ann Garner i trailern till filmen Det hände i New York (1947), som hon sedan inte medverkade i.

- 1940 – Abraham Lincoln - en folkets man
- 1942 – Mannen med sälgpiporna
- 1943 – Jane Eyre
- 1944 – Himmelrikets nycklar
- 1945 – Det växte ett träd i Brooklyn
- 1945 – Fröjdernas gata
- 1947 – Hans älskarinna
- 1948 – En kvinna för mycket
- 1951 – Teresa
- 1954 – Svarta änkan
- 1978 – Oh, vilket bröllop!

### Teater (roller)
| År   | Roll  | Produktion                     | Regi              | Teater                       |
| ---- | ----- | ------------------------------ | ----------------- | ---------------------------- |
| 1954 | Josie | Home Is the Hero Walter Macken | Worthington Miner | Booth Theatre, New York, USA |